# Tiln
Tiln – osada w Anglii, w hrabstwie Nottinghamshire, w dystrykcie Bassetlaw. Leży 47 km na północ od miasta Nottingham i 212 km na północ od Londynu.